# LPGA Tour
Die Ladies Professional Golf Association Tour (kurz LPGA Tour) ist eine nordamerikanische Turnierserie im professionellen Damengolf. Sie wird von der LPGA, eben der Ladies Professional Golf Association (Sitz in Daytona Beach, Florida), wöchentlich von Februar bis November jeden Jahres veranstaltet. In der Saison 2006 hat das ausgeschüttete Preisgeld erstmals die 50-Millionen-Dollar-Marke überschritten.

## LPGA Tour Turniere
Die meisten Events werden in den USA ausgetragen. 2006 gab es zwei Turniere in Mexiko und eines in Kanada. Zwei Veranstaltungen der europäischen Schwesterorganisation Ladies European Tour, die Women’s British Open und The Evian Championship in Frankreich, zählen auch zur LPGA Tour. Gegen Saisonende gibt es ein Event in Südkorea (zählt auch zur LPGA of Korea Tour), ein weiteres in Japan und ein drittes, neues, in Thailand.
Die jährlichen Major Championships der Damen sind:
- The Chevron Championship
- Wegmans LPGA Championship
- U.S. Women’s Open
- Ricoh Women’s British Open (in Zusammenarbeit mit der Ladies European Tour)
- The Evian Championship (in Zusammenarbeit mit der Ladies European Tour)

## Präsenz internationaler Spielerinnen
In ihren Anfängen wurde die LPGA Tour von US-amerikanischen Spielerinnen dominiert. Die Britin Vivien Saunders war 1969 die erste außerhalb der USA lebende Golferin, die auf der Tour spielte. Heutzutage ist das nicht-amerikanische Kontingent sehr groß und zumeist überlegen. Seit schon einigen Jahren wird die LPGA Tour vor allem durch südkoreanische Spielerinnen dominiert. Unter den Top-10-Platzierungen waren Anfang Juli 2016 fünf Spielerinnen aus Südkorea. Selbst die führende Neuseeländerin Lydia Ko hat südkoreanische Wurzeln.
Das letzte Mal, dass eine US-Amerikanerin die Geldranglistenwertung gewinnen konnte, geschah 1993. 2009 spielten 122 Nicht-Amerikanerinnen aus 27 Ländern.

## Andere Turnierserien der LPGA
Neben der elitären LPGA Tour gibt es die zweitrangige Symetra Tour, über die man sich für die nächste Saison der großen Tour qualifizieren kann. Ähnlich wie bei den Männern werden auch Qualifikationsturniere abgehalten, die jährliche Qualifying School, wobei man sich je nach Platzierung die Spielberechtigung für die LPGA Tour, die Symetra Tour oder keine von beiden erspielen kann.
Im Jahre 2001 etablierte die LPGA die Women’s Senior Golf Tour für Frauen über 45 Jahre.